# سرعت دورانی

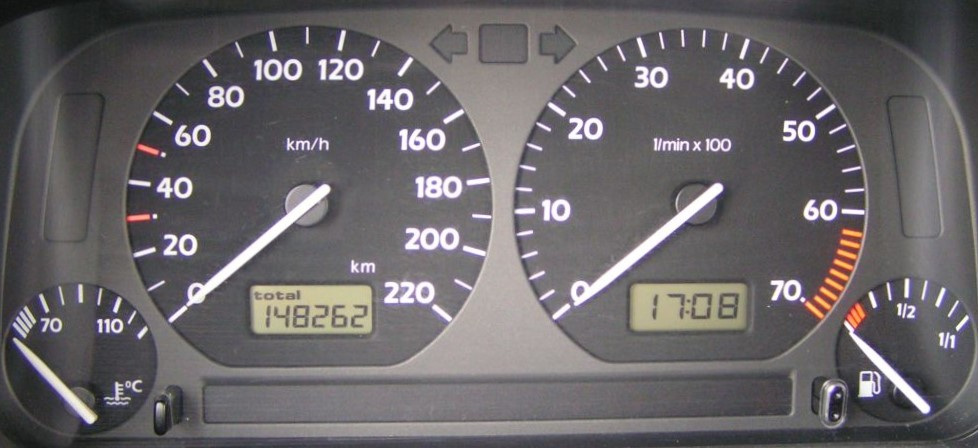
نمایی از ساختار سرعت‌سنج و تاکومتر. دستگاه‌هایی‌که سرعت خودرو و سرعت چرخش محور محرک موتور را اندازه‌گیری می‌کنند.

سرعت دورانی (به انگلیسی: Rotational Speed)، که گاهی سرعت چرخش هم نامیده می‌شود، کمیتی است برای بیان تعداد دوران یک جسم در واحد زمان. بنابراین، این کمیت، از جنس بسامد بوده و در سامانهٔ SI برحسب هرتز (دور بر ثانیه) بیان می‌شود. در کاربردهای متداول مهندسی، بیشتر از یکای دور بر دقیقه (RPM) برای سرعت دورانی استفاده می‌شود.
گاهی کمیت‌های سرعت دورانی و بسامد زاویه‌ای به‌عنوان یک کمیت یکسان در نظر گرفته می‌شوند. ولی این دو کمیت با یکاهای مختلفی بیان می‌شوند. بسامد زاویه‌ای بیان‌کنندهٔ نرخ تغییرات زاویه بر واحد زمان بوده و در سامانهٔ SI، برحسب رادیان بر ثانیه بیان می‌شود. با توجه به اینکه هر دور کامل ۳۶۰ درجه یا ۲π رادیان است، سرعت دورانی و بسامد زاویه‌ای با استفاده از روابط زیر به یکدیگر قابل تبدیل‌اند:
{\displaystyle \omega _{cyc}=\omega _{rad}/2\pi \,}
{\displaystyle \omega _{cyc}=\omega _{deg}/360\,}
که:
- {\displaystyle \omega _{cyc}\,}، سرعت دورانی برحسب هرتز یا دور بر ثانیه‌است.
- {\displaystyle \omega _{rad}\,}، بسامد زاویه‌ای برحسب رادیان بر ثانیه‌است.
- {\displaystyle \omega _{deg}\,}، بسامد زاویه‌ای برحسب درجه بر ثانیه‌است.

به عنوان مثال، یک استپ موتور که در هر ثانیه یک دور می‌چرخد، بسامد زاویه‌ای ۲π رادیان بر ثانیه یا ۳۶۰ درجه بر ثانیه دارد، در حالی که سرعت دورانی آن، ۶۰ دور بر دقیقه است.